# Harry Schein
Harry Leo Schein (født 13. oktober 1924, død 11. februar 2006) var en østrigsk-født svensk kemiingeniør, forfatter, der spillede en vigtig rolle i svensk kultur. Schein blev født i Wien og var grundlægger af Svenska Filminstitutet og fungerede som institutets første administrerende direktør fra 1963 til 1978.
Harry Schein er bedst kendt for sin rolle i arbejdet for at få gennemført den svenske filmreform i 1963. Reformen sikrede at 10 % af filmindtægterne blev overdraget til en central filmorganisation. Dette system garanterede kontinuerlig produktion af svenske film i flere årtier. Filmreformen medførte en guldalder for svensk film med instruktørerne Ingmar Bergman, Bo Widerberg og Jan Troell som førende navne.
Schein deltog ofte i den offentlige debat og demonstrerede en særlig forståelse for brugen af medierne.
Schein var også kolumnist i Dagens Nyheter i mere end 20 år og skrev flere bøger om aktuelle emner, samt udgav flere stort set selvbiografiske bøger, herunder Schein (1980) og Sluten (1995). Ved den 7. Guldbagge uddeling blev han tildelt "Juryns specialbagge".
Schein var gift med den svenske skuespiller Ingrid Thulin fra 1956 til 1989 og var en nær ven af Olof Palme. Han døde i 2006 i Danderyd.